# بيماليه
بيماليه أو أزهار الأرز (الاسم العلمي Pimelea)، جنس نباتات برية وتزيينية من فصيلة المثنانية. أنواعه 150، 110 منها في أستراليا و36 في نيوزيلندا جميعها أقيانية المنبت.

## الوصف
أوراقها عروة متقابلة.أزهارها عثكولية التجميع، محورية أو تاجية الارتكاز، جميلة الشكل وردية أو بيضاء اللون
.